# Prasinocyma punctulata
Prasinocyma punctulata là một loài bướm đêm trong họ Geometridae.